# NGC 6395
NGC 6395 est une galaxie spirale barrée située dans la constellation du Dragon. Sa vitesse par rapport au fond diffus cosmologique est de 1 113 ± 4 km/s, ce qui correspond à une distance de Hubble de 16,4 ± 1,2 Mpc (∼53,5 millions d'al). NGC 6395 a été découverte par l'astronome américain Edward Swift en 1884.
La classe de luminosité de NGC 6395 est III-IV et elle présente une large raie HI.
À ce jour, une quinzaine de mesures non basées sur le décalage vers le rouge (redshift) donnent une distance de 21,293 ± 4,662 Mpc (∼69,4 millions d'al), ce qui est à l'intérieur de la distance de Hubble. Notons cependant que c'est avec la valeur moyenne des mesures indépendantes, lorsqu'elles existent, que la base de données NASA/IPAC calcule le diamètre d'une galaxie et qu'en conséquence le diamètre de NGC 6395 pourrait être d'environ 12,0 kpc (∼39 100 al) si on utilisait la distance de Hubble pour le calculer.